# Pascal Elbé

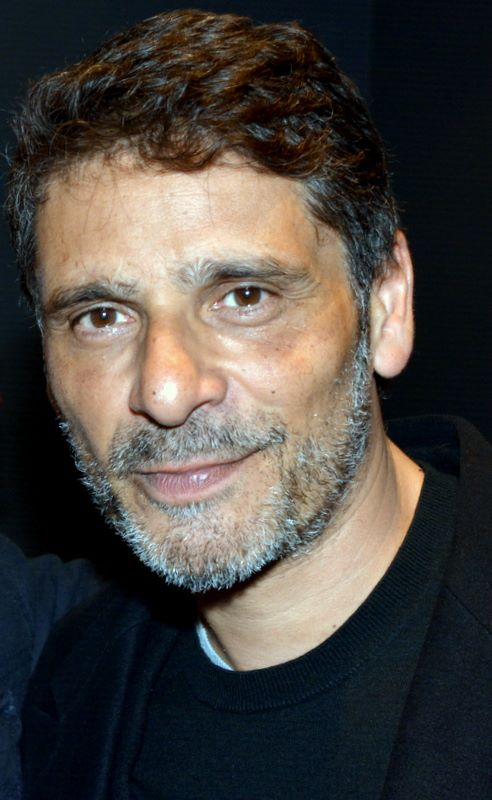
Pascal Elbé (2016)

Pascal Elbé (* 13. März 1967 in Colmar, Haut-Rhin; eigentlich Pascal André El-Bez) ist ein französischer Schauspieler, Drehbuchautor und Filmregisseur.

## Leben
Pascal Elbé wuchs in Straßburg in einer aus Algerien stammenden jüdischen Familie auf und stand ab 1987 als Schauspieler auf der Theaterbühne. Zusammen mit anderen Mitgliedern seiner Schauspieltruppe schrieb er zwei Komödien, Charité bien ordonnée (1992) und Tout baigne! (1995). Letztere wurde 1999 unter gleichem Titel und mit Elbé in einer der Hauptrollen verfilmt. Seinen ersten Filmauftritt hatte er bereits 1996 in Fallait pas! …, einer Komödie von Gérard Jugnot. Nach einer Reihe weiterer Komödien gelang ihm mit Michel Boujenahs Père et fils der Durchbruch. Der Film, ebenfalls eine Komödie, bei der er erstmals auch als Drehbuchautor in Erscheinung trat, handelt von drei voneinander entfremdeten Brüdern, gespielt von Elbé, Charles Berling und Bruno Putzulu, die ihr Vater, gespielt von Philippe Noiret, miteinander versöhnen will. Für seine Darbietung in Père et fils erhielt Elbé 2004 eine Nominierung für den César in der Kategorie Bester Nachwuchsdarsteller.
Es folgten weitere Auftritte in Komödien, etwa neben Jean Dujardin in L’Amour aux trousses (2005) und Clovis Cornillac in Le Cactus (2005). Für Roschdy Zems Regiedebüt Keine Lüge ohne dich (2006) über die Beziehung zwischen einer Jüdin und einem Araber schrieb Elbé zusammen mit Zem das Drehbuch und übernahm an der Seite von Zem und Cécile de France zudem die Rolle des jüdischen Freundes Milou. Nach XXL (1997) und Père et fils arbeitete er für die Komödie 3 amis (2007), die ihn neben Mathilde Seigner und Kad Merad zeigte, erneut mit Michel Boujenah zusammen. Ein Jahr später war er neben Sandrine Bonnaire in der Flaubert-Verfilmung Ein schlichtes Herz und in dem Polizeithriller Crossfire mit Richard Berry zu sehen. In dem ebenfalls 2008 erschienenen Film Endlich Vater verkörperten er und Lambert Wilson ein schwules Paar, dessen Beziehung durch den Wunsch nach einem Kind auf die Probe gestellt wird. In Francis Vebers Der Killer und die Nervensäge trat er noch im selben Jahr erneut neben Richard Berry auf.
Im Jahr 2010 gab Elbé mit dem Polizeidrama Tête de turc sein Regiedebüt, in dem er auch eine der Hauptrollen übernahm und eine weitere Roschdy Zem anvertraute. Der Film, in dem der Wurf eines Molotowcocktails durch einen Teenager zu einer Verkettung von Ereignissen und Schicksalen führt, bescherte Elbé den Regiepreis beim Montreal World Film Festival und eine Nominierung für den César in der Kategorie Bestes Erstlingswerk. Anschließend kam der vor allem auf Komödien abonnierte Schauspieler in dem Thriller R.I.F. – Ich werde dich finden (2011) und in mehreren Filmdramen (Der Sohn der Anderen, Trapped – In der Falle und 24 jours) zum Einsatz. Mit dem auf wahren Begebenheiten beruhenden Film Je compte sur vous über einen Trickbetrüger mit Vincent Elbaz in der Hauptrolle lieferte Elbé 2015 seine zweite Regiearbeit, auf die 2021 mit der romantischen Komödie Schmetterlinge im Ohr mit ihm und Sandrine Kiberlain in den Hauptrollen eine dritte folgte.
Aus seiner Ehe mit Béatrice Elbé, die 2014 nach 22 Jahren geschieden wurde, ging ein Sohn hervor.

## Filmografie (Auswahl)
Als Darsteller
- 1996: Fallait pas! …
- 1997: XXL
- 1998: Liebe auf den sexten Blick (Bimboland)
- 1998: Les Parasites
- 2000: Vive nous!
- 2000–2001: Mes pires potes (TV-Serie, 20 Folgen)
- 2002: Le Raid
- 2003: Père et fils
- 2005: Tout pour plaire
- 2005: Les Mauvais joueurs
- 2005: L’Amour aux trousses
- 2005: Le Cactus
- 2005: Venus und Apoll (Vénus & Apollon) (TV-Serie, eine Folge)
- 2006: Le Rainbow Warrior (TV-Film)
- 2006: Keine Lüge ohne dich (Mauvaise foi)
- 2007: La Tête de maman
- 2007: In der Glut der Sonne (UV)
- 2007: 3 amis
- 2008: Cortex
- 2008: Ein schlichtes Herz (Un cœur simple)
- 2008: Crossfire (Les Insoumis)
- 2008: Endlich Vater (Comme les autres)
- 2008: Wenn wir zusammen sind (Mes amis, mes amours)
- 2008: Der Killer und die Nervensäge (L’Emmerdeur)
- 2009: Romaine par moins 30
- 2010: Tête de turc
- 2010: Comme les cinq doigts de la main
- 2011: R.I.F. – Ich werde dich finden (R.I.F. (Recherches dans l’intérêt des familles))
- 2012: Der Sohn der Anderen (Le Fils de l’autre)
- 2012: La Cerise sur le gâteau
- 2013: Eine ganz ruhige Kugel (Les Invincibles)
- 2014: Trapped – In der Falle (Piégé)
- 2014: 24 jours
- 2014: French Women – Was Frauen wirklich wollen (Sous les jupes des filles)
- 2015: Harlan Coben: No Second Chance – Keine zweite Chance (Une chance de trop) (TV-Miniserie)
- 2016: Herz über Kopf – Die Melodie ihres Lebens (Le Cœur en braille)
- 2017: Docteur Knock – Ein Arzt mit gewissen Nebenwirkungen (Knock)
- 2017–2020: Les Bracelets rouges (TV-Serie, 14 Folgen)
- 2018: Meine wunderbare Scheidung (Brillantissime)
- 2018: Pour vivre heureux
- 2018–2020: Baron Noir (TV-Serie, zehn Folgen)
- 2019: Just a Gigolo
- 2019: Rendez-vous chez les Malawas
- 2021: Rose
- 2021: Schmetterlinge im Ohr (On est fait pour s’entendre)
- 2022: Tous Inconnus (TV-Film)
- 2023: Ma langue au chat
- 2023: Le Petit blond de la casbah

Als Drehbuchautor
- 2003: Père et fils
- 2006: Mauvaise foi
- 2007: 3 amis
- 2010: Tête de turc
- 2015: Je compte sur vous
- 2021: Schmetterlinge im Ohr (On est fait pour s’entendre)

Als Regisseur
- 2010: Tête de turc
- 2015: Je compte sur vous
- 2021: Schmetterlinge im Ohr (On est fait pour s’entendre)

## Theaterauftritte
- 1987: Viendra t-il un autre été? von Jean-Jacques Varoujean
- 1989:	Phèdre à repasser von Pierre Dac – Théâtre municipal de Strasbourg
- 1992: Charité bien ordonnée – Théâtre du Splendid Saint-Martin
- 1994–1996: Tout baigne! – Regie: Jacques Décombe, Théâtre du Splendid Saint-Martin, Palais des Glaces, Café de la Gare
- 2005: Pour ceux qui restent von Pascal Elbé – Regie: Charles Berling, Théâtre de la Gaîté-Montparnasse
- 2012: Inconnu à cette adresse nach Adressat unbekannt (Address Unknown) von Kressmann Taylor – Regie: Delphine de Malherbe, Théâtre Antoine
- 2016/2018: L’Éveil du chameau von Murielle Magellan – Regie: Anouche Setbon, Théâtre de l’Atelier, Tournee

## Auszeichnungen
- 2004: Nominierung für den César in der Kategorie Bester Nachwuchsdarsteller für Père et fils
- 2009: Chevalier de l’Ordre des Arts et des Lettres (Ritterkreuz des Ordens der Künste und der Literatur)[4]
- 2010: Beste Regie und Nominierung für den Grand Prix des Amériques beim Montreal World Film Festival für Tête de turc
- 2011: Nominierung für den César in der Kategorie Bestes Erstlingswerk (zusammen mit Patrick Godeau) für Tête de turc